# Sergio Gómez (Fußballspieler, 2000)
Sergio Gómez Martín (* 4. September 2000 in Badalona) ist ein spanischer Fußballspieler. Der Linksverteidiger steht seit Mitte 2024 bei Real Sociedad San Sebastián unter Vertrag.

## Karriere

### Im Verein

#### Anfänge in Katalonien
Gómez begann beim FC Trajana mit dem Fußballspielen, bevor er über den FC Badalona in die Jugend von Espanyol Barcelona kam. Im Sommer 2010 wechselte er zum FC Barcelona und durchlief fortan alle Jugendmannschaften in La Masia. Mit der A-Jugend spielte Gómez u. a. in der UEFA Youth League. Am 6. Januar 2018 debütierte er im Alter von 17 Jahren im Herrenbereich, als er beim 1:1-Unentschieden der zweiten Mannschaft gegen Real Saragossa in der Segunda División kurz vor dem Spielende eingewechselt wurde.

#### Borussia Dortmund
Am 30. Januar 2018 wechselte Gómez für eine festgeschriebene Ablösesumme, die bei 3 Millionen Euro gelegen haben soll, zum deutschen Bundesligisten Borussia Dortmund, nachdem sich auch der FC Chelsea oder der FC Arsenal für ihn interessiert hatten. In der ersten Mannschaft der Katalanen hätte er Spieler wie Gerard Deulofeu oder Aleix Vidal zum Konkurrenten gehabt, darüber hinaus setzte Cheftrainer Ernesto Valverde häufig auf ein 4-4-2 ohne offensiven Mittelfeldspieler. Unter anderem aufgrund seines Alters wurde der noch 17-Jährige von seiner Familie ins Ruhrgebiet begleitet. Gómez trainierte ab sofort mit den Profis und sollte bis zum Ende der Saison 2017/18 mit der U19 in der A-Junioren-Bundesliga spielen. Nachdem er viermal in der A-Junioren-Bundesliga zum Einsatz gekommen war, stand er am 31. März 2018 gegen den FC Bayern München erstmals bei einem Bundesligaspiel im Spieltagskader. Am 8. April 2018 debütierte der Spanier beim 3:0-Sieg gegen den VfB Stuttgart in der Bundesliga, als er in der 87. Minute für Marco Reus eingewechselt wurde. Insgesamt kam Gómez bis zum Saisonende vier Mal in der A-Junioren-Bundesliga und zwei Mal in der Bundesliga zum Einsatz. Im weiteren Verlauf stand der Mittelfeldspieler nur noch für die Regionalligamannschaft auf dem Feld. Im August 2019 gewann er seinen ersten Titel mit dem Verein, als der Doublesieger der Vorsaison, der FC Bayern München, mit 2:0 im DFL-Supercup besiegt wurde.

#### SD Huesca
Im August 2019 wurde der Spanier für die Saison 2019/20 in seine Heimat an den Zweitligisten SD Huesca verliehen. Einer der Gründe war auch dessen Trainer Míchel, der dem Spieler ein gutes Gefühl vermittelte und den „Fußball spielen ließ“, den er, Gómez, „mag“. Er kam in 36 Ligapartien, häufig in der Startelf, im offensiven Mittelfeld sowie auf den Flügeln zum Einsatz. Zum Meistertitel konnte Gómez ein Tor sowie drei Assists beisteuern. Während der Sommerpause wurde die Leihe für die Saison 2020/21 verlängert, da es in Dortmund mit Julian Brandt, Jadon Sancho, Raphaël Guerreiro und Thorgan Hazard weiterhin leistungsstarke Konkurrenten für Gómez’ Einsatzbereich gab. Weiters geriet seine eher schmächtige Statur zu seinem Nachteil, was das Durchsetzungsvermögen gegenüber körperlich überlegenen Gegenspielern beeinträchtigte. In seiner zweiten Saison wurde der Mittelfeldspieler in 29 Pflichtpartien eingesetzt, stand jedoch nur viermal in der Startelf. Sowohl Trainer Míchel wie auch dessen Nachfolger Pacheta setzten bevorzugt auf Spieler wie Dani Escriche, um den Raum hinter den Spitzen zu besetzen, weshalb Gómez auch häufiger auf die Außenbahnen beordert wurde. Huesca schoss lediglich mehr Tore als zwei andere Teams und befand sich ab dem 7. Spieltag im Abstiegskampf, den man nach einer Niederlage in der letzten Ligapartie als Achtzehnter verlor.

#### RSC Anderlecht
Zur Saison 2021/22 einigte sich Gómez mit dem BVB auf eine Auflösung seines noch ein Jahr laufenden Vertrags und wechselte zum belgischen Erstligisten RSC Anderlecht, bei dem er ein Arbeitspapier mit einer Laufzeit bis zum 30. Juni 2025 unterschrieb. Unter dem Cheftrainer Vincent Kompany wurde er zum Linksverteidiger umgeschult. Gómez bestritt 39 von 40 möglichen Ligaspielen, in denen er sechs Tore schoss, alle sechs Pokalspiele mit einem Tor und alle vier Qualifikationsspiele zur Conference League.

#### Manchester City
Mitte August 2022 wechselte Gómez zum amtierenden englischen Meister Manchester City, bei dem er einen Vertrag bis zum 30. Juni 2026 unterschrieb.

#### Real Sociedad San Sebastián
Zur Saison 2024/25 wechselte er zum spanischen Club Real Sociedad San Sebastián.

### In der Nationalmannschaft
Gómez spielte von September 2016 bis Oktober 2017 in der spanischen U17-Auswahl. Mit ihr gewann er die U17-Europameisterschaft 2017 in Kroatien. Bei der U17-Weltmeisterschaft 2017 in Indien belegte der Offensivspieler mit seiner Mannschaft den zweiten Platz und wurde hinter dem Engländer Phil Foden mit dem silbernen Ball als zweitbester Spieler des Turniers ausgezeichnet.
Ab Januar 2018 kam Gómez vierzehnmal in der U19-Auswahl zum Einsatz und wurde mit der Mannschaft 2019 in Armenien Europameister.
Im Rahmen der Qualifikation zur EM 2021 kam der Mittelfeldspieler im November 2019 zu seinen ersten Spielen für die U21 Spaniens. Beim Endrundenturnier 2023 in Georgien und Rumänien erreichte er mit der spanischen Mannschaft das Finale, das gegen England verloren wurde.

## Erfolge und Auszeichnungen

### Vereine
International
- Champions-League-Sieger: 2023
- Klub-Weltmeister: 2023
- UEFA-Super-Cup-Sieger: 2023 (ohne Einsatz)

Deutschland
- Supercupsieger: 2019 (ohne Einsatz)

Spanien
- Zweitligameister und Aufstieg in die Primera División: 2020

England
- Meister (2): 2023, 2024
- Pokalsieger: 2023

### Nationalmannschaft
- Olympiasieger: 2024
- U19-Europameister: 2019
- U17-Europameister: 2017

### Auszeichnungen
- Silberner Ball für den zweitbesten Spieler der U17-Weltmeisterschaft: 2017